# Liste der Biografien/Nob
Liste der Biografien |
Portal Biografien |
Personensuche
# |
A |
B |
C |
D |
E |
F |
G |
H |
I |
J |
K |
L |
M |
N |
O |
P |
Q |
R |
S |
T |
U |
V |
W |
X |
Y |
Z |
?
 
Na |
Nb |
Nc |
Nd |
Ne |
Nf |
Ng |
Nh |
Ni |
Nj |
Nk |
Nl |
Nm |
Nn |
No |
Nr |
Ns |
Nt |
Nu |
Nv |
Nw |
Nx |
Ny |
Nz
 
Noa |
Nob |
Noc |
Nod |
Noe |
Nof |
Nog |
Noh |
Noi |
Noj |
Nok |
Nol |
Nom |
Non |
Noo |
Nop |
Nor |
Nos |
Not |
Nou |
Nov |
Now |
Nox |
Noy |
Noz
Die Liste der Biografien führt alle Personen auf, die in der deutschsprachigen Wikipedia einen Artikel haben. Dieses ist eine Teilliste mit 187 Einträgen von Personen, deren Namen mit den Buchstaben „Nob“ beginnt.

## Nob

### Noba
- Nobach, Nils (1918–1985), deutscher Komponist
- Noback, Friedrich Eduard (1815–1883), deutscher handelswissenschaftlicher Schriftsteller und Kaufmann
- Noback, Johann Christian (1777–1852), deutscher handelswissenschaftlicher Schriftsteller und Kaufmann
- Noback, Karl August (1810–1870), deutscher handelswissenschaftlicher Schriftsteller
- Nobat, Linda (* 1995), deutsches Model und Reality-TV-Teilnehmerin
- Nöbauer, Josef (* 1944), österreichischer Maler, Grafiker, Fotograf und Hochschullehrer
- Nöbauer, Peter (* 1948), österreichischer Betriebswirt, Bildhauer und Maler
- Nöbauer, Wilfried (1928–1988), österreichischer Mathematiker

### Nobb
- Nobbe, Andrea, ungarische und deutsche Handballspielerin, Handballtrainerin
- Nobbe, Catherine (1831–1886), Erfinderin eines deutschsprachigen Stenografiesystems
- Nöbbe, Elsa (1892–1968), deutsche Malerin
- Nobbe, Ernst (1894–1938), deutscher Dirigent und Intendant
- Nöbbe, Erwin (1882–1948), deutscher Maler
- Nobbe, Friedrich (1830–1922), deutscher Agrikulturchemiker, Botaniker und Saatgutforscher
- Nobbe, Gerd (1944–2019), deutscher Jurist, Richter am Bundesgerichtshof
- Nöbbe, Jacob (1850–1919), deutscher Maler
- Nobbe, Karl Friedrich August (1791–1878), deutscher Pädagoge und Philologe
- Nobbe, Moritz (1834–1910), deutscher Landwirt und Politiker, MdR
- Nobbs, Jordan (* 1992), englische Fußballspielerin
- Nobbs, Kaitlin (* 1997), australische Hockeyspielerin
- Nobbs, Michael (* 1954), australischer Hockeyspieler

### Nobe
- Nobe, Fritz (1880–1945), deutscher Admiralintendant der Kriegsmarine
- Nobe, Yūta (* 1998), japanischer Fußballspieler
- Nobel, Alfred (1833–1896), schwedischer Chemiker und ErfinderAlfred Nobel (1833–1896)

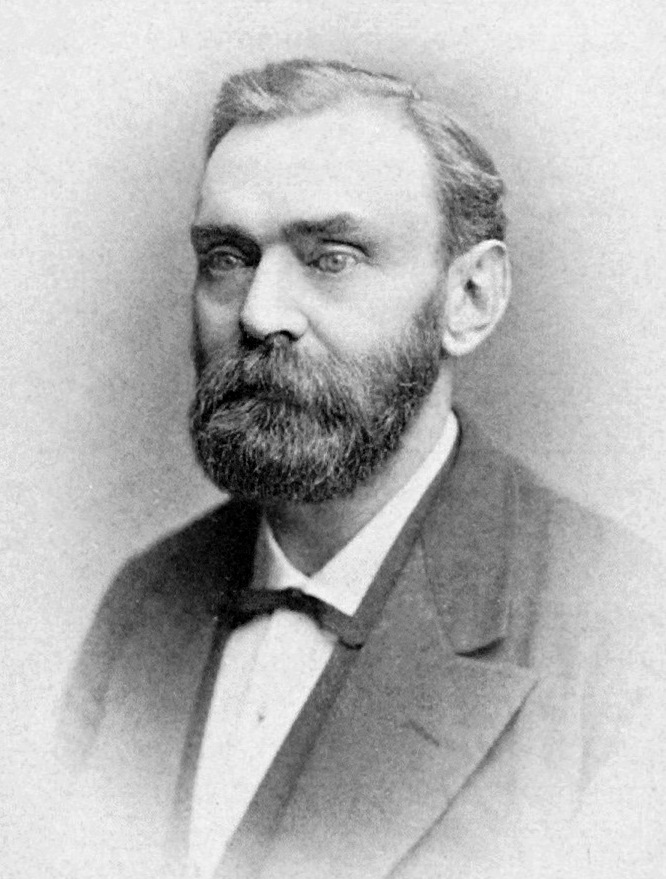
Alfred Nobel (1833–1896)

- Nobel, Alphons (1895–1972), deutscher Historiker, Schriftsteller, Publizist und Journalist
- Nobel, Emanuel (1859–1932), russisch-schwedischer Erdölmagnat
- Nobel, Emil Oskar (1843–1864), schwedischer Wissenschaftler und Bruder von Alfred Nobel
- Nobel, Fritz (1912–1941), deutscher nationalsozialistischer Funktionär
- Nobel, Genia (1912–1999), deutsche Widerstandskämpferin
- Nobel, Günter (1913–2007), deutscher Widerstandskämpfer gegen den Nationalsozialismus
- Nobel, Immanuel (1801–1872), schwedischer Erfinder und Industrieller
- Nobel, Johannes (1887–1960), deutscher Indologe und Buddhismuskundler
- Nobel, Karl (1904–1982), deutscher Politiker (SPD), MdL
- Nobel, Ludvig (1831–1888), schwedischer Industrieller
- Nobel, Nehemia Anton (1871–1922), deutscher Rabbiner und jüdischer Gelehrter
- Nobel, Peter (* 1931), schwedischer Jurist und Menschenrechtsanwalt
- Nobel, Peter (* 1945), Schweizer Rechtswissenschaftler und RechtsanwaltPeter Nobel (* 1945)

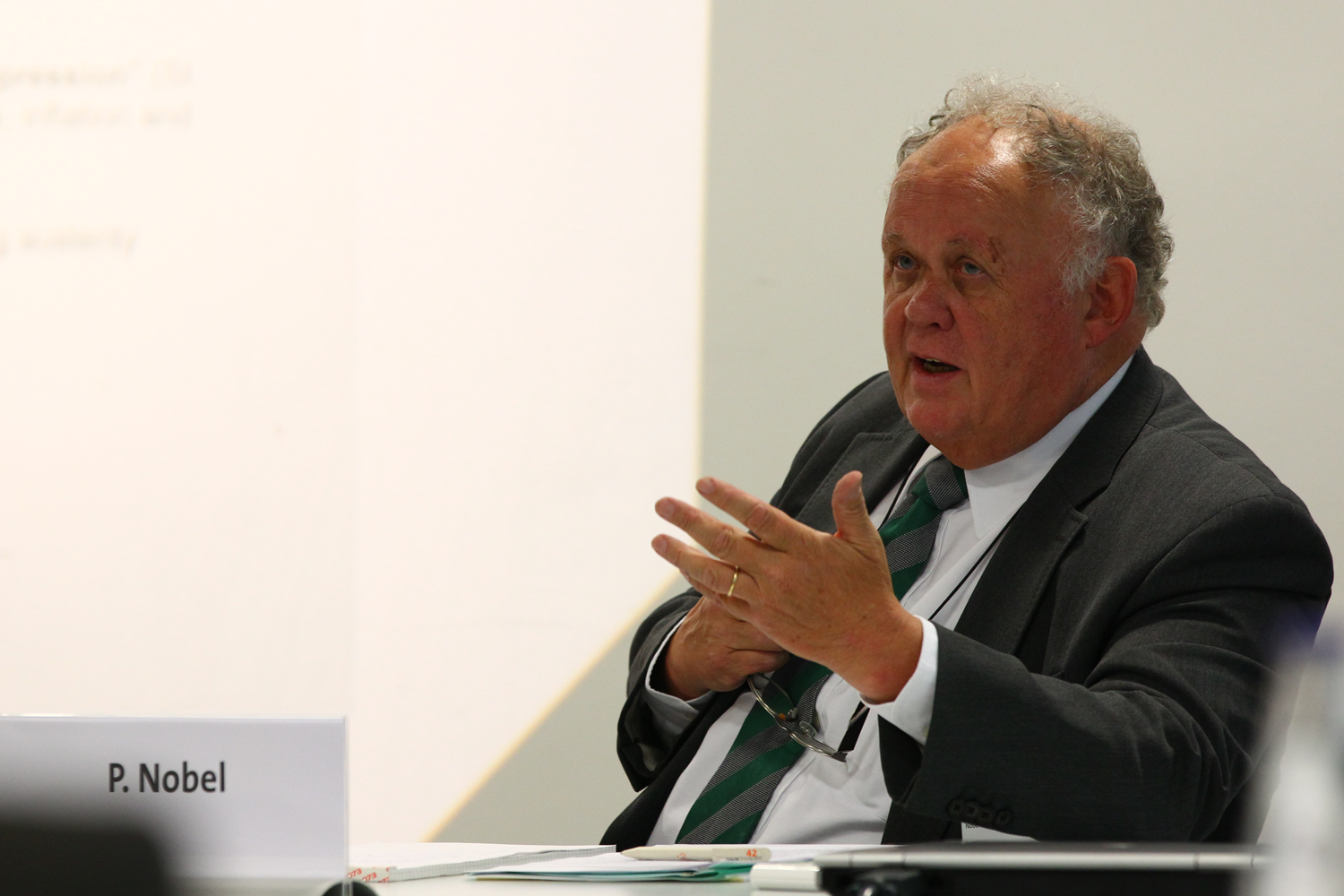
Peter Nobel (* 1945)

- Nobel, Robert (1829–1896), schwedischer Industrieller, Ölmagnat und Bruder von Alfred Nobel
- Nobel, Rolf (* 1950), deutscher Fotograf und Fotojournalist
- Nöbel, Wilhelm (1936–2006), deutscher Historiker, Journalist und Politiker (SPD), MdB
- Nöbeling, Georg (1907–2008), deutscher Mathematiker
- Nobelius, Immanuel (1757–1839), schwedischer Arzt
- Nober, Peter (1912–1980), deutscher Jesuit, Bibliothekar und Bibliograf
- Nober, Roger (* 1964), amerikanischer Manager im Eisenbahnbereich, Chairman des Surface Transportation Boards
- Noberius, Rickard (* 1974), schwedischer Biathlet
- Nobert, Friedrich Adolph (1806–1881), deutscher Mechaniker und Optiker
- Nöbert, Heinz (1917–1987), deutscher Altphilologe und Pädagoge

### Nobi
- Nobile, Arthur (1920–2004), US-amerikanischer Mikrobiologe
- Nobile, Ivan De (* 1979), italienischer Straßenradrennfahrer
- Nobile, Julio (* 2001), argentinischer Hammerwerfer
- Nobile, Peter von (1774–1854), österreichischer Architekt und Hofbaumeister
- Nobile, Rio (1897–1961), italienisch-deutscher Schauspieler
- Nobile, Umberto (1885–1978), italienischer LuftschiffpionierUmberto Nobile (1885–1978)

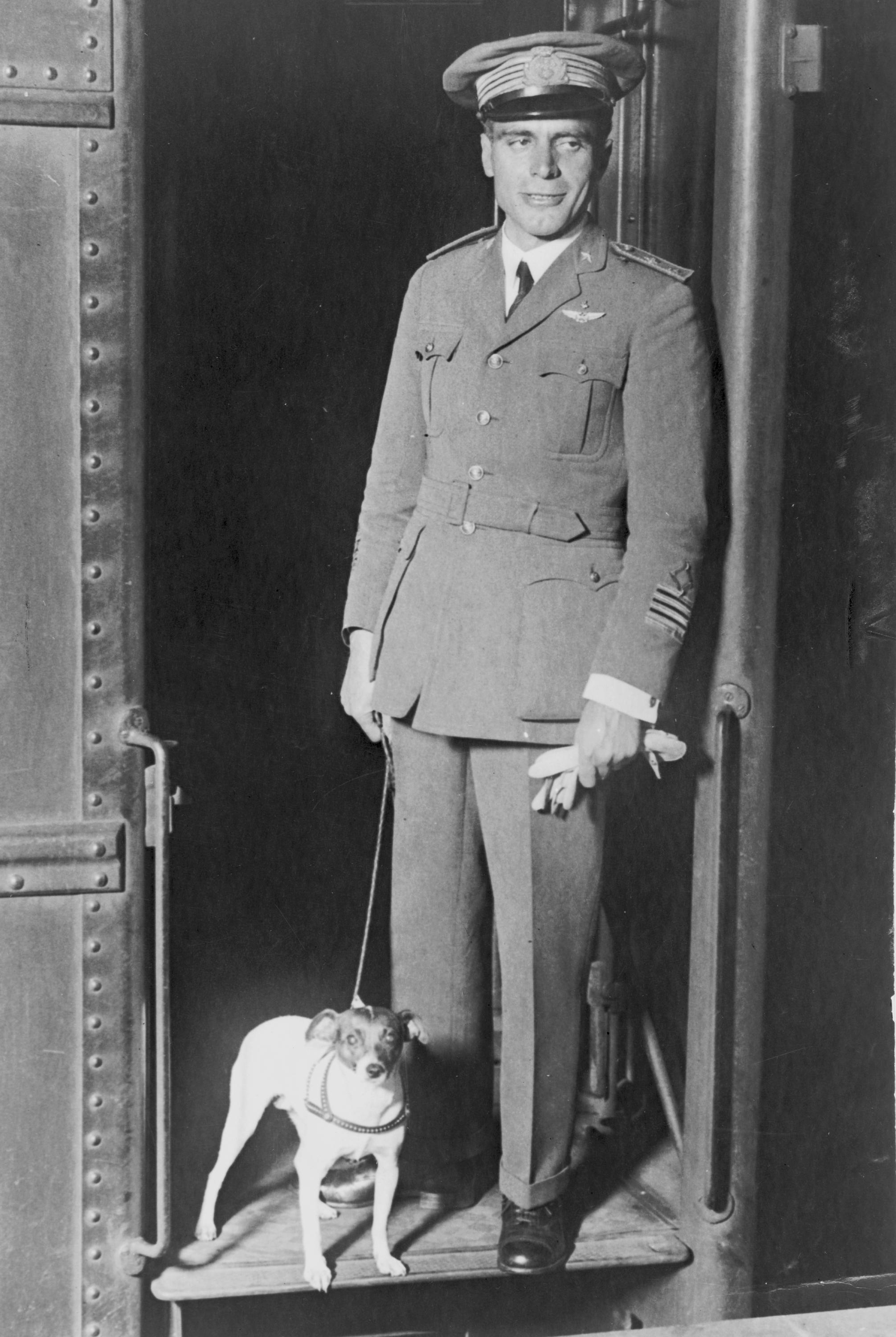
Umberto Nobile (1885–1978)

- Nobili Vitelleschi, Salvatore (1818–1875), italienischer Geistlicher, Bischof und Kardinal der Römischen Kirche
- Nobili, Leopoldo (1784–1835), italienischer Physiker
- Nobili, Maurizio (* 1961), italienischer Musical- und Jazzsänger, Pianist, Komponist und Dirigent
- Nobili, Roberto de (1577–1656), Jesuit, Indienmissionar und Sprachwissenschaftler
- Nobiling, Carl Philipp (1799–1863), deutscher Regionalpolitiker
- Nobiling, Eduard (1801–1882), deutscher Strombaumeister
- Nobiling, Elisabeth (1902–1975), brasilianische Bildhauerin, Keramikerin und Grafikerin
- Nobiling, Hans (1877–1954), deutsch-brasilianischer Fußballspieler und -pionier
- Nobiling, Karl Eduard (1848–1878), deutscher Attentäter, der ein Attentat auf Kaiser Wilhelm I. verübte
- Nobilo, Anthony (* 1999), neuseeländischer Hammerwerfer
- Nobiraki, Dylan (* 2000), japanischer Fußballspieler
- Nobis, Alexander (* 1990), deutscher Moderner Fünfkämpfer
- Nobis, Beatrix (1950–2024), deutsche Kunsthistorikerin und Autorin
- Nobis, Ernst (1901–1963), österreichischer Offizier, zuletzt Oberst der Wehrmacht im Zweiten Weltkrieg
- Nobis, Herbert (* 1941), deutscher Komponist und ehemaliger Hochschullehrer für Musik
- Nobis, Heribert Maria (1924–2017), deutscher Wissenschaftshistoriker und Herausgeber
- Nobis, Jeremy (1970–2023), US-amerikanischer Skirennläufer und Freeride-Skier
- Nobis, Johann (1899–1940), österreichischer Kriegsdienstverweigerer und NS-Opfer
- Nobis, Jörg (* 1975), deutscher Politiker (AfD)Jörg Nobis (* 1975)

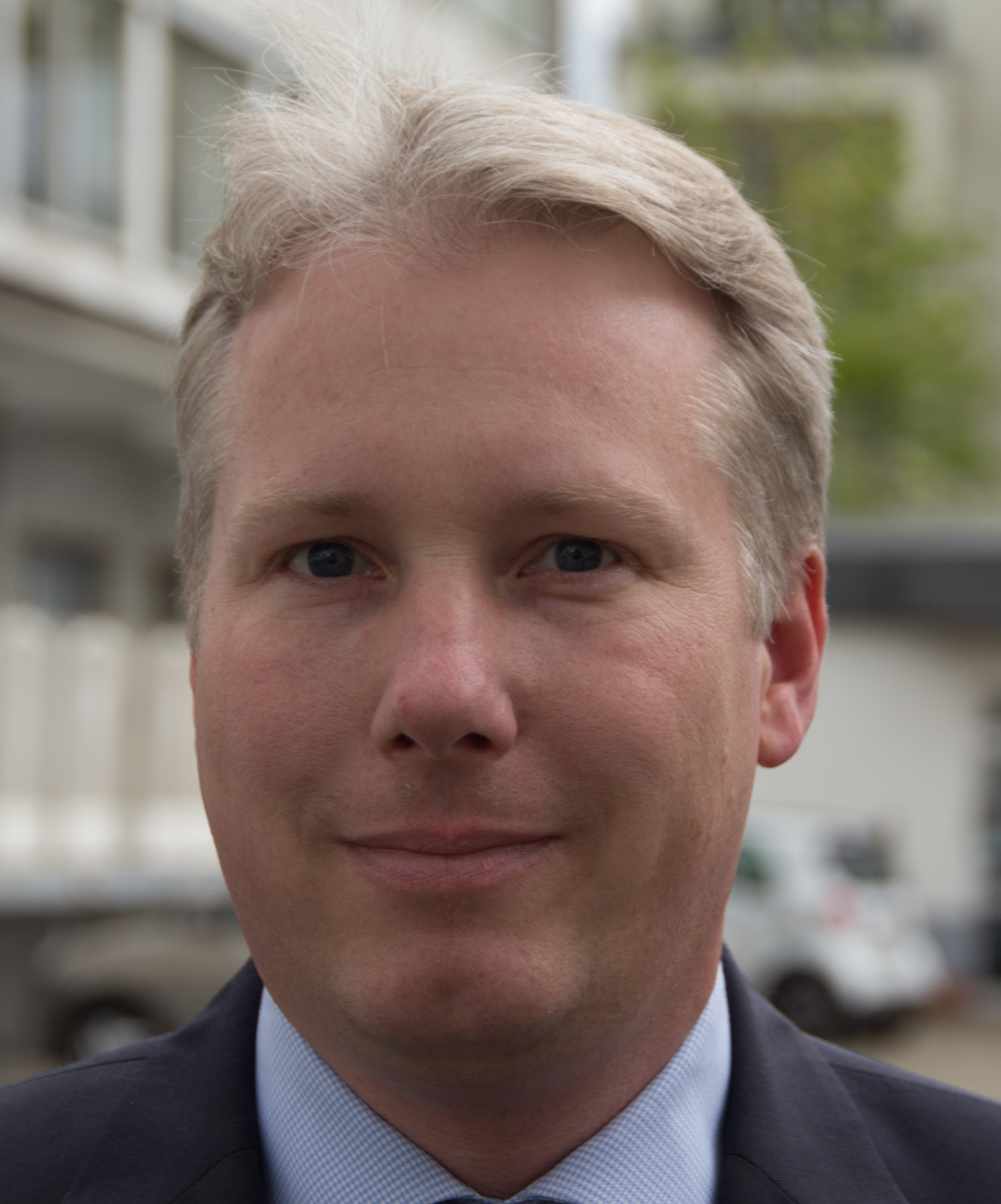
Jörg Nobis (* 1975)

- Nobis, Ludwig (1883–1951), deutscher Architekt
- Nobis, Matthias (1910–1940), österreichischer Kriegsdienstverweigerer und NS-Opfer
- Nobis, Otto (1914–2000), österreichischer Architekt
- Nobis, Shannon (* 1972), US-amerikanische Skirennläuferin und Freeride-Skier
- Nobis, Siegfried (* 1939), deutscher Metallschleifer und Mitglied der Volkskammer der DDR
- Nobis, Tommy (1943–2017), US-amerikanischer American-Football-Spieler

### Nobl
- Nobl, Gottfried (1923–2017), österreichischer Architekt, Dombaumeister in Linz
- Nöbl, Hilde (1912–2001), österreichische Malerin
- Noble Drew Ali (1886–1929), religiöser afroamerikanischer Führer; Gründer des Moorish Science Temple of America
- Noble, Adrian (* 1950), englischer Regisseur
- Noble, Alan (1885–1952), englischer Hockeyspieler
- Noble, Alexis (1963–2025), uruguayischer Fußballspieler
- Noble, Alfred (1844–1914), US-amerikanischer Bauingenieur
- Noble, Andrew (* 1965), australischer Duathlet und Triathlet
- Noble, Andrew, 1. Baronet (1831–1915), britischer Artillerie- und Ballistik-Experte sowie Rüstungsunternehmer
- Noble, Andrew, 2. Baronet (1904–1987), britischer Adliger und Diplomat
- Noble, Bailey (* 1990), US-amerikanische Schauspielerin
- Noble, Bobby (1945–2023), englischer Fußballspieler
- Noble, Brandon (* 1974), US-amerikanischer American-Football-Spieler und -Trainer
- Noble, Brian Michael (1936–2019), britischer Geistlicher, römisch-katholischer Bischof von Shrewsbury
- Noble, Butler (1815–1890), US-amerikanischer Politiker
- Noble, Charles A. (1892–1983), deutsch-amerikanischer Unternehmer
- Noble, Chelsea (* 1964), US-amerikanische Schauspielerin
- Noble, Cheryl (* 1956), kanadische Curlerin
- Noble, Christina (* 1944), irische Kinderrechtsaktivistin und Schriftstellerin
- Noble, Danny (* 1989), US-amerikanischer American-Football-Spieler
- Noble, David (* 1965), australischer Entdecker
- Noble, David A. (1802–1876), US-amerikanischer Politiker
- Noble, David F. (1945–2010), US-amerikanischer Technologie-, Wissenschafts- und Bildungshistoriker
- Noble, Denis (* 1936), britischer Physiologe
- Noble, Elaine (* 1944), US-amerikanische Politikerin
- Noble, Ellen (* 1995), US-amerikanische Radrennfahrerin
- Noble, George (* 1968), englischer CallerGeorge Noble (* 1968)

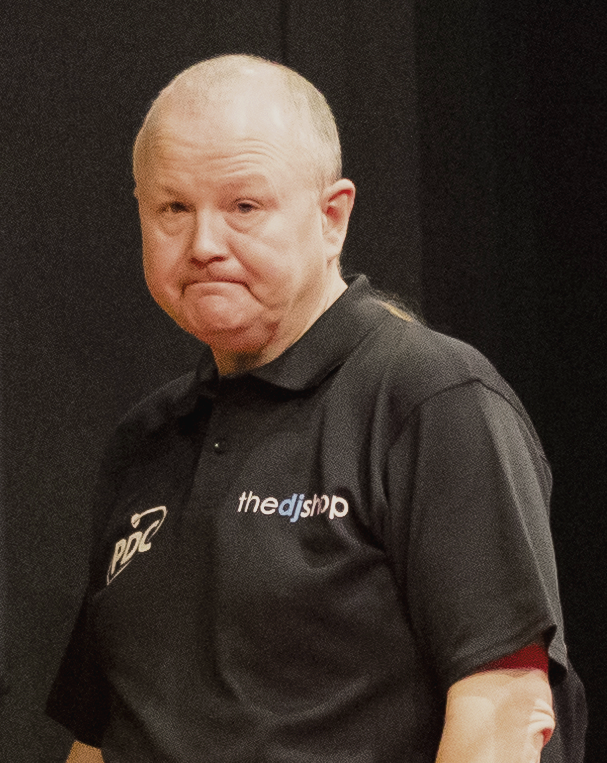
George Noble (* 1968)

- Noble, George, 2. Baronet (1859–1937), britischer Adliger und Offizier
- Noble, Gladwyn Kingsley (1894–1940), US-amerikanischer Zoologe
- Noble, Iain (1935–2010), britischer Geschäftsmann
- Noble, Isabella (* 2003), kanadische Volleyballspielerin
- Noble, Ivan (1967–2005), britischer Wissenschaftsjournalist in der online-Redaktion der BBC
- Noble, James (1785–1831), US-amerikanischer Politiker
- Noble, James (1922–2016), US-amerikanischer Schauspieler
- Noble, Jeanne L. (1926–2002), US-amerikanische römisch-katholische Theologin
- Noble, John (* 1948), australischer Schauspieler und TheaterregisseurJohn Noble (* 1948)

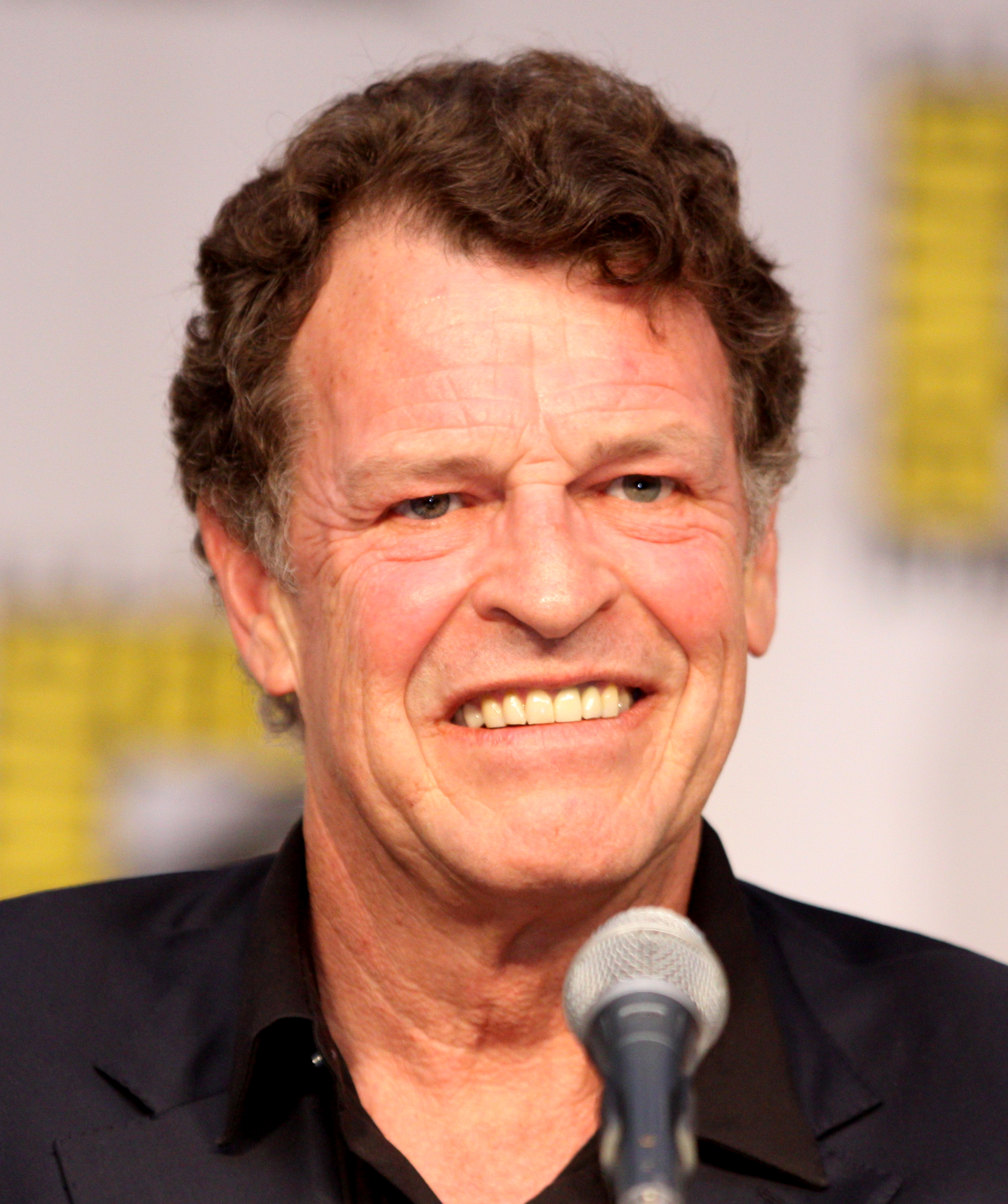
John Noble (* 1948)

- Noble, John H. (1923–2007), deutsch-amerikanischer Unternehmer
- Noble, John Willock (1831–1912), US-amerikanischer Jurist und Politiker
- Noble, John, 1. Baronet (1865–1938), britischer Geschäftsmann und Sammler
- Noble, Liam (* 1968), britischer Jazzmusiker
- Noble, Mark (* 1963), britischer Radrennfahrer
- Noble, Mark (* 1987), englischer Fußballspieler
- Noble, Mary (1911–2002), britische Saatgutpathologin in der Landwirtschaftsverwaltung von Schottland
- Noble, Mary Riggs (1872–1965), US-amerikanische Medizinerin und medizinische Missionarin
- Noble, Matthew (1817–1876), britischer Porträtbildhauer
- Noble, Michael, Baron Glenkinglas (1913–1984), schottisch-britischer Politiker
- Noble, Nick (1926–2012), US-amerikanischer Sänger
- Noble, Nick (* 1984), US-amerikanischer Fußballtorhüter
- Noble, Nigel (* 1943), britischer Tonmeister, Dokumentarfilmer, Filmregisseur und Filmproduzent
- Noble, Noah (1794–1844), US-amerikanischer Politiker
- Noble, Patrick (1787–1840), Gouverneur von South Carolina
- Noble, Peter (1944–2017), englischer Fußballspieler
- Noble, Ray (1903–1978), britischer Big-Band-Leader, Arrangeur, Komponist und Schauspieler
- Noble, Reg (1895–1962), kanadischer Eishockeyspieler
- Noble, Robert Laing (1910–1990), kanadischer Arzt
- Noble, Rohinton († 1975), indischer Radrennfahrer
- Noble, Ronald Kenneth (* 1957), US-amerikanischer Staatsanwalt, Generalsekretär von Interpol
- Noble, Scott (* 1962), US-amerikanischer Unternehmer und Autorennfahrer
- Noble, Steve (* 1960), britischer Jazz- und Improvisationsmusiker (Schlagzeug, Live-Elektronik, Turntables)
- Noble, Thom (* 1935), britischer Filmeditor
- Noble, Thomas F. X. (* 1947), US-amerikanischer Historiker
- Noble, Thomas Satterwhite (1835–1907), US-amerikanischer Historien-, Genre-, Porträt- und Landschaftsmaler sowie Hochschullehrer
- Noble, Trisha (1944–2021), australische Sängerin und Schauspielerin
- Noble, Warren P. (1820–1903), US-amerikanischer Politiker
- Noble, Wendy, US-amerikanische Kryptolinguistin, Deputy Director der National Security Agency
- Noble, William H. (1788–1850), US-amerikanischer Politiker
- Noble-Lazarus, Reuben (* 1993), englischer Fußballspieler
- Noblejas, Javier (* 1993), spanischer Fußballspieler
- Nobleman, Shy (* 1974), israelischer Popmusiker und Schauspieler
- Nobles, Gene (1913–1989), US-amerikanischer Radio-Discjockey
- Noblet, Jean (1919–2010), französischer Radrennfahrer
- Noblet, Lise (1801–1852), französische Balletttänzerin
- Noblet, Pierre (1921–2014), belgischer Automobilrennfahrer
- Noblezada, Eva (* 1996), US-amerikanische Schauspielerin und Musikerin
- Noblot, Didier (* 1965), französischer Geistlicher, römisch-katholischer Bischof von Saint-Flour

### Nobo
- Noboa, Álvaro (* 1950), ecuadorianischer Unternehmer und PolitikerÁlvaro Noboa (* 1950)

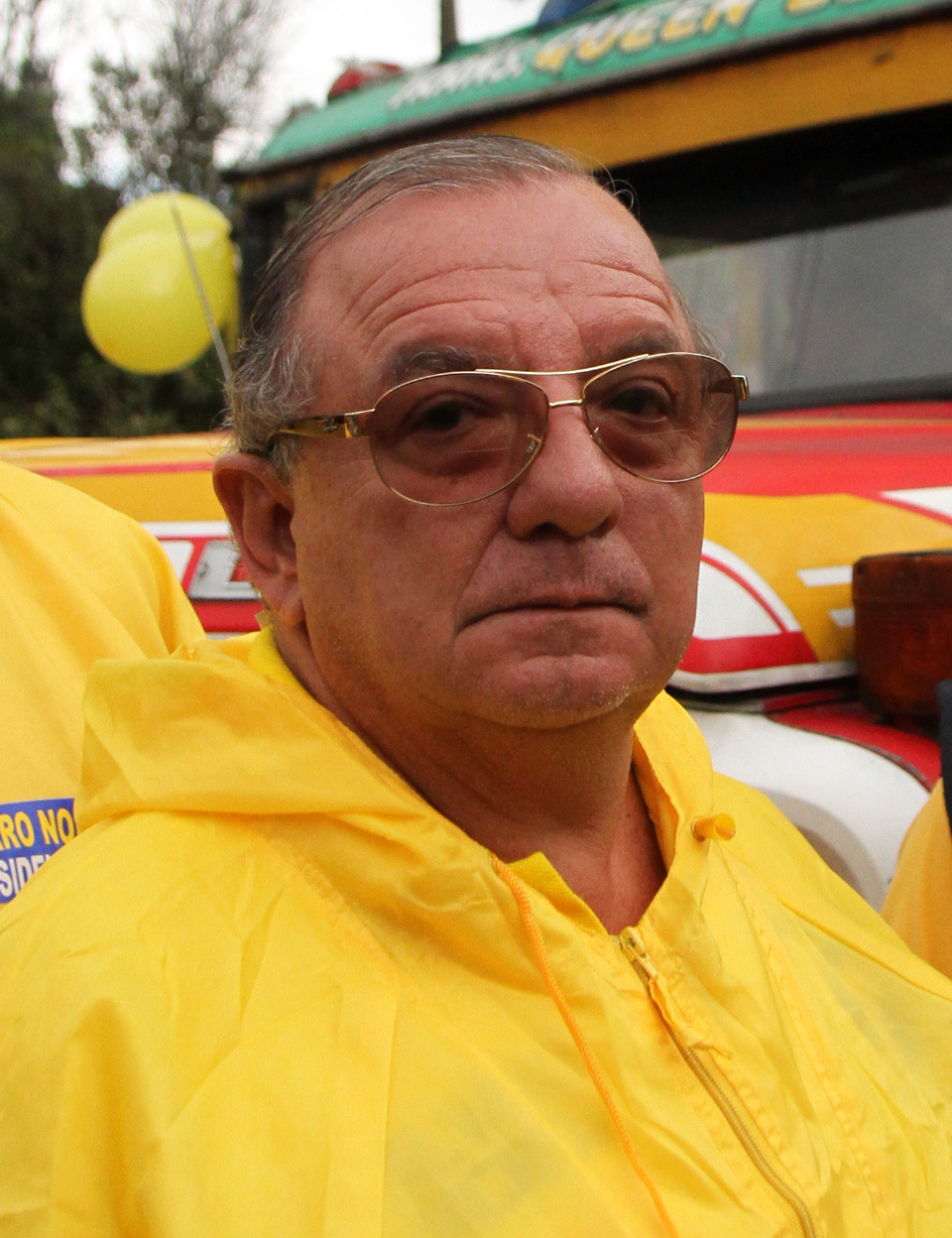
Álvaro Noboa (* 1950)

- Noboa, Christian (* 1985), ecuadorianischer Fußballspieler
- Noboa, Daniel (* 1987), ecuadorianischer Politiker und Unternehmer in der BananenindustrieDaniel Noboa (* 1987)

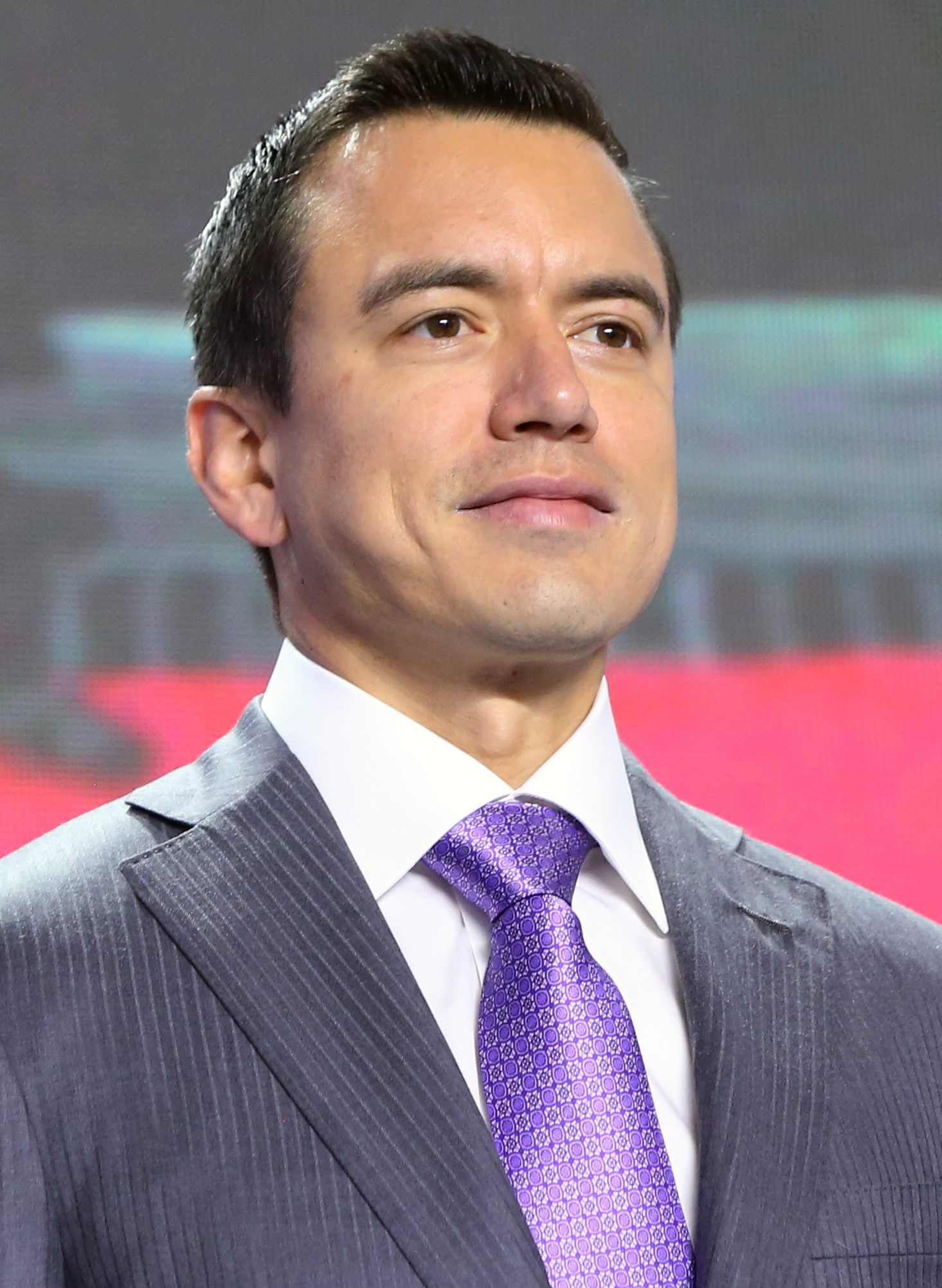
Daniel Noboa (* 1987)

- Noboa, Gustavo (1937–2021), ecuadorianischer Politiker, Präsident von Ecuador (2000–2003)
- Nobodys Face, deutscher DJ und Musikproduzent
- Noborio, Kentoku (* 1983), japanischer Fußballspieler
- Noborizato, Kyōhei (* 1990), japanischer Fußballspieler
- Nobou, Auguste (1928–2006), ivorischer römisch-katholischer Geistlicher und Erzbischof von Korhogo

### Nobr
- Nobre da Costa, Alfredo (1923–1996), portugiesischer Politiker und Ministerpräsident
- Nobre, Anna Christina (* 1963), Neurowissenschaftlerin
- Nobre, António (1867–1900), portugiesischer Lyriker
- Nobre, António (* 1988), portugiesischer Fußballschiedsrichter
- Nobre, Edilson Soares (* 1965), brasilianischer Geistlicher, römisch-katholischer Bischof von Oeiras
- Nobre, Fernando (* 1951), portugiesischer Arzt und Menschenrechtler
- Nobre, Marcos (* 1965), brasilianischer Sozialwissenschaftler
- Nobre, Marlos (1939–2024), brasilianischer Komponist
- Nobre, Mert (* 1980), brasilianisch-türkischer Fußballspieler
- Nobre, Susana (* 1974), portugiesische Filmregisseurin
- Nóbrega de Sousa, Paulo Jackson (* 1969), brasilianischer Geistlicher, römisch-katholischer Erzbischof von Olinda e Recife
- Nóbrega, Braulio (* 1985), spanischer Fußballspieler
- Nóbrega, Cristina (* 1967), portugiesische Fado-Sängerin
- Nóbrega, Humberto Mello (1901–1978), brasilianischer Literaturhistoriker und Schriftsteller
- Nobrega, José Alfredo Caires de (* 1951), portugiesischer Ordensgeistlicher, römisch-katholischer Bischof von Mananjary
- Nobrega, Manuel da (1517–1570), portugiesischer Jesuit, Theologe, Priester, Missionar, Schriftsteller
- Nóbrega, Tomas Flachs (* 1974), deutscher Schauspieler

### Nobs
- Nobs, Claude (1936–2013), Schweizer KulturmanagerClaude Nobs (1936–2013)

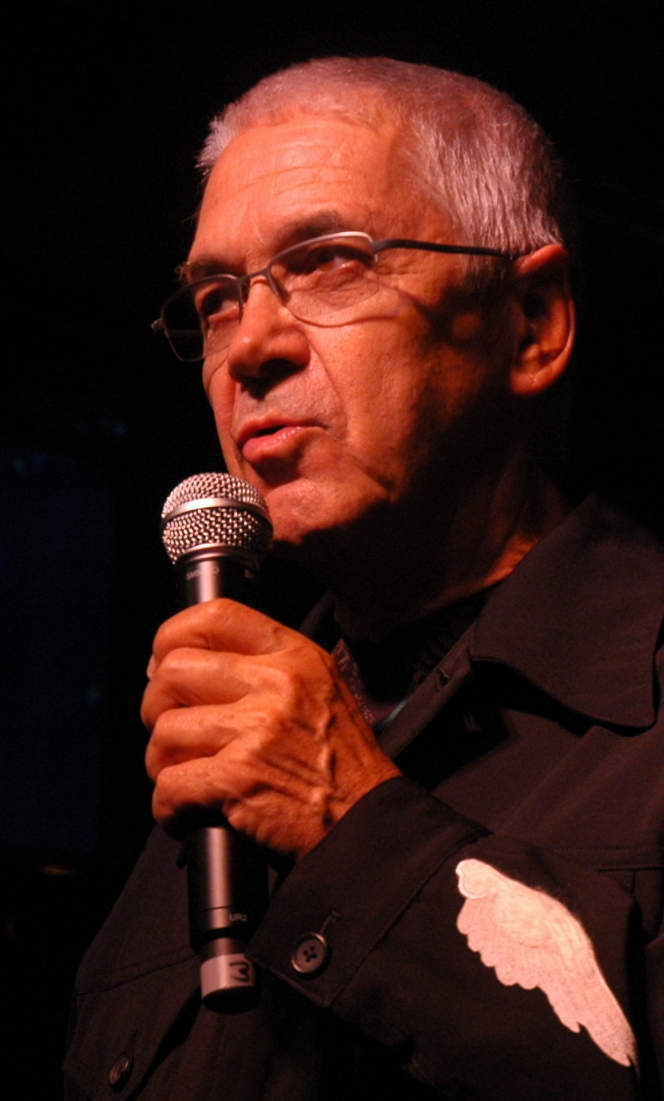
Claude Nobs (1936–2013)

- Nobs, Edgar (* 1953), deutscher Fußballspieler
- Nobs, Ernst (1886–1957), Schweizer Politiker
- Nobs, Jakob (1883–1986), Schweizer Unternehmer
- Nobs, Kurt (* 1935), Schweizer Eishockeyspieler
- Nobs, Olivia (* 1982), Schweizer Snowboarderin

### Nobu
- Nobumitsu, Kanze (1450–1516), japanischer Nō-Autor
- Noburo, Tazoe (1893–1948), Generalleutnant der Kaiserlich Japanischen Armee
- Nobuyuki, Nishi (* 1985), japanischer Freestyle-Skisportler